# DOGFIGHT
『DOGFIGHT』（ドッグファイト）は、moveの20枚目のシングル。

## 概要
- アニメ「頭文字D Fourth Stage」の主題歌（ACT1～ACT10まで）
- PSP版 頭文字D Street Stage オープニングテーマ
- 『Gamble Rumble』に次ぐm.o.v.eのもう一つの代表曲として知られている。
- YouTubeのavex公式チャンネルで配信されている公式PVは2023年2月現在1300万再生を超え、『Gamble Rumble』、『Rage your dream』に次ぐ再生数となっている。
- motsuが、筑波サーキットへ見に行った時の感想を詞にしたもの。

## 収録曲

### CD
1. DOGFIGHT
  - 作詞：motsu、作曲・編曲：t-kimura
  - アニメ「頭文字D Fourth Stage」オープニングテーマ
2. Fall iNTo DozE
  - 作詞：motsu、作曲・編曲：t-kimura
3. DOGFIGHT（English　Version）
4. DOGFIGHT（instrumental）
5. Fall iNTo DozE（instrumental）

### DVD
1. DOGFIGHT
2. Making of DOGFIGHT
3. motsu about RAP Vol. V